# Švedsko-norveška zveza
Švedsko-norveška zveza (švedsko Svensk-norska unionen, norveško Den svensk-norske union), uradno Združeno kraljestvo Švedske in Norveške, je bila personalna unija kraljestev Švedske in Norveške pod skupnim monarhom in s skupno zunanjo politiko, ki je trajala od leta 1814 do mirne razpustitve leta 1905.
Državi sta imeli vsaka svojo ustavo, zakonodajo, sodstvo, državno upravo, oborožene sile in valuto. Kralji so vladali večinoma iz Stockholma, kjer so bila tuja diplomatska predstavništva. Norveški vladi so predsedovali podkralji: Švedi do leta 1829 in Norvežani do leta 1856. Po tem letu je mesto ostalo prazno in bilo leta 1873 ukinjeno. Zunanjo politiko je do razpustitve zveze leta 1905 vodil švedski zunanji minister.
Norveška je bila pred tem tesno povezana z Dansko. Dansko-norveško zavezništvo z napoleonsko Francijo sta izkoristili Združeno kraljestvo in Carska Rusija za aneksijo Švedskega kraljestva kot kompenzacijo za izgubo Finske leta 1809 in kot nagrado za pridružitev k protinapoleonski koaliciji. Do sklenitve Kielskega sporazuma leta 1814 je bil kralj Danske-Norveške prisiljen odstopiti Norveško švedskemu kralju. Ker se je Norveška uprla sprejeti določila sporazuma, je razglasila svojo neodvisnost in na začetku leta 1814 v Eidsvollu sklicala ustanovno skupščino.
Po sprejetju nove norveške ustave 17. maja 1814 je bil za kralja izvoljen danski princ Kristijan Friderik. Po izvolitvi je izbruhnila švedsko-norveška vojna, ki se je končala z Mossko konvencijo. S sklepnim dokumentom, ki ga je sestavil Kristijan Friderik, je po sklicu izrednega zasedanja norveškega parlamenta (Storting) abdiciral, da bi se norveška ustava lahko revidirala in omogočila personalno unijo s Švedsko. 4. novembra je Storting za kralja Norveške izvolil Karla XIII. Švedskega, s čimer je potrdil novo zvezo. Razlike med kraljestvoma so privedle do neuspelega poskusa ustanovitve ločene norveške konzularne službe in 7. junija 1905 do enostranskega sklepa Stortinga, da Norveška razglasi svojo neodvisnost. Švedska je norveško odločitev sprejela in 26. oktobra 1905 sprejela sklep o razpustitvi personalne unije. Na Norveškem so na plebiscitu za novega kralja potrdili danskega princa Karla. Princ je ponudbo sprejel in bil 18. novembra kronan kot Haakon VII.

## Ozadje
Švedska in Norveška sta bili dvakrat združeni pod isto krono: od 1319 do 1343 in ponovno na kratko od 1449 do 1450. V naslednjih stoletjih je bila Norveška tesno povezana z Dansko, uradno kot eno kraljestvo, v resnici pa kot provinca, v kateri so iz Kopenhagna vladali danski kralji. Po uvedbi absolutizma leta 1660 je bila vzpostavljena bolj centralizirana oblika vladanja, vendar je Norveška kljub temu obdržala nekaj svojih institucij, vključno z zakonodajo, vojsko in denarjem. Kasnejši zgodovinarji so to državo imenovali Danska-Norveška.
Švedska je iz Kalmarske zveze izstopila leta 1523 pod kraljem Gustavom Vaso in sredi 17. stoletja po posredovanju Gustava II. Adolfa v tridesetletni vojni postala lokalna velesila. Po ambicioznih vojnah kralja Karla XII. je po veliki severni vojni (1700–1721) izgubila svoj primat. 
Po razpustitvi Kalmarske zveze sta Švedska in Danska-Norveška postala rivala in se vojskovala v več vojnah, v katerih so morali Norvežani in Danci v letih 1645–1658 Švedom prepustiti več pokrajin. Švedi so Norveško napadli tudi leta 1567, 1644, 1658 in 1716, da bi jo odcepili od Danske ali jo celo priključili. Stalne vojne in pohodi so med Norvežani povzročili neprikrito jezo do Švedov.
V 18. stoletju je Norveška doživljala obdobje velikega razcveta in postala pomemben član zveze z Dansko. Razvila se je lesna industrija, ki je rezan les izvažala predvsem v Veliko Britanijo. Lastniki žag in trgovci z lesom v okolici Kristanije so postali zelo vplivna gospodarska elita, ki je vlado v Kopenhagnu začela gledati kot oviro za norveške težnje. Njihova vse večja samozavest je povzročila dvom v politiko, ki je postavljala danske interese nad interese Norveške, hkrati pa zavračala ključne norveške zahteve po ustanovitvi pomembnih nacionalnih institucij, kot sta nacionalna banka in univerza. Nekateri člani »lesne aristokracije« so zato videli Švedsko kot bolj naravnega partnerja in z njo gojili trgovinske in politične stike. Okoli leta 1800 so se mnogi vidni Norvežani na skrivaj zavzemali za odcepitev od Danske, vendar niso dejavno spodbujali neodvisnosti. Njihov neuradni vodja je bil grof Herman Wedel-Jarlsberg.
Švedska politika je v tistem času gojila dobre odnose z Norveško in spodbujala vse znake separatizma. Kralj Gustav III. je navezal dejavne stike z vsemi krogi na Norveškem, ki so bili bolj naklonjeni zvezi s Švedsko kot z Dansko.
Takšna prizadevanja na obeh straneh meje so bila nerealna, dokler niso napoleonske vojne ustvarila razmer, ki so povzročile velike politične preobrate v Skandinaviji.

## Posledice napoleonskih vojn
Švedska in Danska-Norveška sta si med napoleonskimi vojnami vztrajno prizadevali ostati nevtralni in dolgo uspevali, kljub številnim vabilom sprtih strani. Obe državi sta se leta 1800 pridružili Rusiji in Prusiji v Drugi zvezi oborožene nevtralnosti. Danska-Norveška je bila po britanskem napadu na njeno ladjevje v prvi bitki pri Kopenhagenu aprila 1801 prisiljena na umik iz zveze, vendar je ostala politično nevtralna. Po umoru ruskega carja Pavla I. leta 1801 je zveza razpadla. 
Danska-Norveška je po drugem britanskem napadu na dansko ladjevje v bitki pri Kopenhagnu leta 1807 sklenila zavezništvo s Francijo. Prestolnica je bila brez obrambe, ker je bila vojska na južni meji, da bi jo branila pred morebitnim francoskim napadom. Po težkem obstreljevanju britanske mornarice se je vdala. Ker je Švedska medtem sklenila zavezništvo z Britanci, je Danska-Norveška stopila na Napoleonovo stran in 29. februarja 1808 Švedski napovedala vojno. 
Ker je britanska pomorska blokada ogrozila komunikacije med Dansko in Norveško, je Norveška ustanovila začasno norveško vlado s sedežem v Kristianiji (zdaj Oslo). Vlado je vodil princ Kristijan Avgust Augustenborški. Bila je prva norveška nacionalna vlada po nekaj stoletjih danske nadoblasti. Za Kristijana Avgusta je bil največji izziv, kako med britansko blokado zagotoviti zadostne dobave hrane. Ko je Norveško spomladi 1808 napadla Švedska, je princ poveljeval vojski v južni Norveški in uspešno odbil nekaj švedskih napadov. Po bitkah pri Toverundu in Prestebakku je prisilil Švede na umik na njihovo ozemlje. Zaradi uspešnega vodenja vlade in zmag proti Švedom, je na Norveškem postal zelo priljubljen. Njegove zasluge in priljubljenost so opazili celo Švedi in mu po strmoglavljenju kralja Gustava IV. Adolfa ponudili švedski prestol. 
Eden od vzrokov za neuspehe švedske invazijske vojske je bil istočasen napad Rusije na Finsko 21. februarja 1808. Vojna na dveh frontah se je za Švedsko izkazala za katastrofalno, ker je morala po Fredrikshamnskem mirovnem sporazumu, sklenjenem 17. septembra 1809, Rusiji prepustiti celo Finsko. Nezadovoljstvo zaradi slabega vodenja vojne je privedlo do odstavitve kralja Gustava IV. Adolfa 13. maja 1809. Za njegovega naslednika je bil izbran poveljnik sovražnikove vojske Kristijan Avgust, leta 1809 povišan v podkralja Norveške. Švedski vstajniki so menili, da bi njegova velika priljubljenost med Norvežani morda odprla pot za združitev z Norveško, ki bi nadomestila izgubo Finske. Zelo cenjen je bil tudi zato, ker ni zasledoval umikajoče se švedske vojske v času, ko je v finski vojni na Švedsko močno pritiskala Rusija. 
Kristijan Avgust je bil 29. decembra 1809 izvoljen za kronskega princa Švedske in 7. januarja 1810 zapustil Norveško. Po njegovi nenadni smrti maja 1810 je Švedska za njegovega naslednika izbrala francoskega maršala Jean Baptista Bernadotta, v katerem je videla tudi galantnega nasprotnika in sposobnega vojaškega poveljnika.

### Švedska išče nadomestilo za izgubo Finske
Glavni cilj Bernardottove zunanje politike v vlogi kronskega princa je bila pridobitev Norveške, ki bi nadomestila dokončno izgubo Finske v korist Rusije. Z ruskim carjem Aleksandrom I. je 24. marca 1812 sklenil tajni sporazum o zavezništvu proti Franciji in Danski-Norveški. Njegova zunanja politika je izzvala nekaj kritik med švedskimi politiki, ki se jim je zdelo nemoralno odškodovati Švedsko na račun šibkejšega prijateljskega soseda, Združeno kraljestvo in Rusija pa sta vztrajali, da je njegova prva naloga protinapoleonska koalicija. Britanija je odločno nasprotovala svoji podpori sramotni norveški pustolovščini pred uničenjem skupnega sovražnika. Združeno kraljestvo je s Stockholmsko pogodbo, sklenjeno 3. marca 1813, zagotovilo podporo združenju Norveške in Švedske. Nekaj tednov kasneje je podporo zagotovila tudi Rusija in nato še Prusija kot nagrado za sodelovanje v vojni proti Napoleonu. Švedska sama je svojim zaveznikom 24. marca 1813 obljubila, da se bo pridružila Šesti koaliciji in napovedala vojno Franciji in Danski-Norveški.
Na pohodih v severni Evropi je Karel Ivan uspešno poveljeval Severni armadi v bitki pri Leipzigu 16.–19. oktobra 1813 in pohodu proti Danski, s katerim je prisilil Dance na predajo Norveške.

## 1814

### Kielski mirovni sporazum
Švedske, ruske in nemške čete pod poveljstvom švedskega prestolonaslednika so grozile, da bodo okupirale Jutlandijo, zato je danski kralj Friderik VI. 7. januarja 1814 pristal, da Norveško prepusti Švedski.
Predaja je bila formalizirana v Kielskem mirovnem sporazumu, podpisanem 14. januarja 1814. Danska je obdržala suverenost nad norveškimi Ferskimi otoki, Islandijo in Grenladijo. Četrti člen sporazuma je določal, da se Norveška prepušča »švedskemu kralju« in ne Švedskemu kraljestvu. Klavzula je bila ugodna tako za Norvežane kot za bodočega kralja, katerega položaj je bil zaradi revolucionarnega vzdušja na Švedskem dokaj negotov. Iz korespondence britanske vlade je razvidno, da je pritiskala na pogajalce naj sklenejo sporazum in se izognejo invaziji na Dansko. Bernadotte se je po sklenitvi sporazuma pisno zahvalil vladam Prusije, Avstrije in Združenega kraljestva za njihovo podporo, poudaril zasluge Rusije in najavil večjo stabilnost v Skandinaviji. 18. januarja je danski kralj poslal pismo norveškemu narodu in ga odvezal od prisege zvestobe. 

### Poskus državnega udara kronskega princa Kristijana Friderika
Ko je bil norveški podkralj in danski kronski princ Kristijan Friderik še na Norveškem, se je odločil ohraniti celovitost države in poskušal z uporom na Norveškem doseči ponovno združitev z Dansko. Svoj načrt je v tajnem pismu decembra 1813 razkril danskemu kralju, ki se je z njim verjetno celo strinjal, ko bi bilo treba načrt izvesti, pa je spoštoval določila Kielskega sporazuma in Kristijanu Frideriku ukazal, naj Švedom preda obmejne trdnjave in se vrne na Dansko. Kristijan Friderik ukaza ni spoštoval in ukazal svojim četam, da trdnjav ne predajo. Odločil se je, da bo kot zakonit dedič ustanovil neodvisno vlado na čelu z njim samim. 30. januarja se je posvetoval z več prominentnimi norveškimi svetovalci in trdil, da kralj Friderik nima nobene pravice, da bi mu odvzel zakonito dediščino, ker je zakonit norveški kralj, Norveška pa ima pravico do samoodločbe. Z njim se je strinjala rudi začasna vlada in s tem postavila temelje gibanja za neodvisnost. 
2. januarja je bila norveška javnost obveščena, da njihova država zdaj pripada švedskemu kralju. Večina Norvežanov je bila ogorčena, ker je zavračala švedsko oblast in zagovarjali idejo o nacionalni neodvisnosti. Švedski kronski princ Bernardotte jim je odgovoril z grožnjo, da bo z vojsko okupiral Norveško in uvedel embargo na žito, dokler ne bo država prostovoljno spoštovala določil Kielskega sporazuma. Grožnja z vojsko ni bila realna, ker je bil v tistem času prezaseden s sklepnimi bitkami na celini, kar je Norvežanom dalo čas, da razvijejo svoje načrte.

### Gibanje za neodvisnost Norveške
Kristijan Friderik je 10. februarja povabil na srečanje v Eidsvollu prominentne Norvežane, da bi preučili stanje v državi. Obvestil jih je, da se namerava upreti švedski nadoblasti in zase zahtevati norveško krono. V burni razpravi so ga svetovalci prepričali, da mora norveška zahteva za neodvisnost temeljiti na samoodločbi in da je on tisti, ki jo mora izvesti. Po vrnitvi v Kristianijo se je Kristijan Friderik 19. februarja proglasil za regenta Norveške. Vsem stanovom je ukazal, da na srečanju 25. februarja prisežejo lojalnost norveški neodvisnosti in izvolijo delegate v ustavno skupščino, sklicano v Eidsvollu 10. aprila.
Švedska vlada je Kristijanu Frideriku takoj poslala delegacijo z opozorilom, da kršitev Kielskega sporazuma za Norveško pomeni vojno s podpisnicami sporazuma. Posledica vojne bi bilo pomanjkanje in bankrot države. Kristijan Friderik je po zasebnih poteh poslal dopise vladam evropskih držav in jih prepričeval, da ni voditelj danske zarote proti sklepom Kielskega sporazuma in da je njegovo delovanje odraz želje Norvežanov po samoodločitvi.
24. februarja 1814 je prišla v Kristianijo švedska delegacija. Kristijan Friderik je zavrnil proklamacijo švedskega kralja in vztrajal, da bo prebral svojo izjavo norveškemu ljudstvu in se razglasil za regenta. Švedi so njegovo odločitev označili za nepremišljeno in nezakonito in se vrnili na Švedsko. Naslednji dan so cerkveni zvonovi v Kristianiji zvonili celo uro in pozivali meščane, naj prisežejo zvestobo Kristijanu Frideriku.
Kristijan Friderik je v London poslal Carstena Ankerja, da bi pri britanski vladi dosegel priznanje norveške neodvisnosti. Britanski prvi minister lord Liverpool je Ankerjevo prošnjo odločno zavrnil, Anker pa je kljub temu vztrajal in poskušal britanske aristokrate in politike prepričati, da ga podprejo. Zahteve mu je uspelo predstaviti v parlamentu, kjer je Earl Grey 10. maja skoraj tri ure govoril v Gornjem domu. Njegove argumenta so predstavili tudi v Spodnjem domu parlamenta in jih utemeljevali z izjavo, da se Združeno kraljestvo, ki se je 22 let borilo za svobodo v Evropi, zdaj ne bi smelo boriti za prisilno podjarmljenje svobodnega ljudstva. Sporazum med Britanijo in Švedsko so Britanci vsem argumentom navkljub spoštovali. Anker je ostal v Londonu do jeseni in se vztrajno prizadeval vzbuditi naklonjenost in podporo norveški neodvisnosti.
Kristijan Friderik je na začetku marca organiziral svoj kabinet in vlado s petimi resorji, odločanje pa je obdržal zase.

### Krepitev opozicije
Grof Wedel-Jarlsberg, najvidnejši član norveške aristokracije, je na Danskem organiziral dobave hrane za stradajoče Norvežane, Kristiijan Friderik pa jih je medtem miril. Grof je na svojem potovanju obiskal grofa Hansa Henrika von Essena, novoimenovanega norveškega generalnega guvernerja. Ob vrnitvi marca 1814 je opozoril regenta, da igra nevarno igro, za kar je bil obtožen za tajno dogovarjanje s Švedi. Javno mnenje je postajalo vedno bolj kritično do regentove politike, za katero so sumili, da namerava Norveško ponovno privesti pod dansko oblast.
9. marca 1814 je prišla v Kopenhagen švedska delegacija z zahtevo, da Kristijanu Frideriku odvzamejo pravico do dedovanja danskega prestola, in grožnjo, da bodo evropske sile napadle Dansko, če ne bo prekinila stikov z norveškim gibanjem za neodvisnost. Danski zunanji minister Niels Rosenkrantz je na švedske zahteve odgovoril, da danska vlada ne podpira norveške neodvisnosti in ne more zapustiti obmejnih utrdb, ker niso njene. Razdedinjenja Kristijana Friderika niso obravnavali. Ob norveški meji se je začela zbirati švedska vojska in širiti novice, da se bo začela vojna. Poveljnik švedske vojske na norveški meji von Essen je v pisnih poročilih Bernadottu Kristijana Friderka omenjal kot upornika in da bodo vsi danski uradniki, ki se ne bodo vrnili v domovino, obravnavani kot izobčenci. Kristijan Friderik se je na to odzval z zasegom vseh plovil v norveških pristaniščih in aretacijo vseh uradnikov, ki so načrtovali odhod na Dansko.
1. aprila je danski kralj Friderik VI. poslal Kristijanu Frideriku dopis, v katerem ga je prosil, naj odneha in se vrne na Dansko. Omenjeno je bilo tudi razdedinjenje. Kristijan Friderik je ponudbo zavrnil, se skliceval na samoodločanje Norvežanov in omenil možnost ponovne združitve Danske in Norveške v nekem prihodnjem času.
Četudi so evropske sile zavrnile priznanje norveškega gibanja za neodvisnost, so se na začetku aprila začeli pojavljati znaki, da niso povsem na švedski strani. S približevanjem ustavne konvencije se je gibanje za neodvisnost vedno bolj krepilo.

### Ustavna konvencija
Delegati ustavne konvencije so se zbrali 10. aprila v Eidsvollu. 11. aprila so v prisotnosti Kristijana Friderika izvolili predsedstvo, naslednji dan pa se je začela razprava. Razpravljavci so se kmalu razdelili v dve stranki. V prvi, imenovani »danska stranka«, so bili zagovorniki neodvisnosti, v drugi, imenovani »švedska stranka«, pa unionisti. Vsi delegati so se strinjali, da bi bila idealna rešitev neodvisnost, vendar se niso strinjali glede tega, kaj je v danih okoliščinah izvedljivo.
- Stranka za neodvisnost je imela večino in trdila, da je mandat omejen na formaliziranje norveške neodvisnosti na osnovi ljudske prisege zvestobe, izrečene na začetku tega leta. Norveški regent bo Kristijan Friderik, odnosi z Dansko pa bodo predmet pogajanj v kontekstu norveške neodvisnosti.

- Unionistična stranka, ki je bila v manjšini, je verjela, da lahko Norveška doseže bolj neodvisen položaj v ohlapni zvezi s Švedsko kot del Danske monarhije. Skupščina bi morala delovati z delom tudi potem, ko bo ustava popolna.

Ustavna komisija je 16. aprila predstavila svoje predloge in sprožila živahne debate. Stranka za neodvisnost je na glasovanju zmagala z rezultatom 78:33 in razglasila Norveško za neodvisno monarhijo. V naslednjih dneh je znotraj konvencije na površje izplavalo vzajemno sumničenje in nezaupanje. Delegati niso bili soglasni ali naj upoštevajo mišljenja evropskih sil, ker so bila nekatera dejstva morda zamolčana.
Do 20. aprila sta Christian Magnus Falsen in Gunder Adlerhad za osnovo ustave vzela načelo pravice naroda do samoodločbe in ga artikulirala. Prvi osnutek ustave je 1. maja parafirala komisija za parafiranje osnutka. Ključni koncept ustave je vključeval zagotovila za osebno svobodo, pravico do lastnine in enakost. 
Po silni razpravi se je skupščina 4. maja odločila, da bo Norveška privržena luteranski veri, da bo kralj moral biti luteranec, s čimer je bil katoliški švedski prestolonaslednik Bernadotte izključen iz tekme za prestol. Judom in jezuitom vstop v kraljestvo ne bi bil dovoljen. Stranka za neodvisnost je na drugem glasovanju, na katerem je bilo izglasovano načelo, da na Norveškem lahko vlada tudi tuj monarh, če se je zanj odločita dve tretjini članov ustavne skupščine, izgubila z rezultatom 11:98.
Čeprav je bil zadnji odlok ustave podpisan 18. maja, se kot Dan norveške ustavnosti praznuje 17. maj, ko je bil za norveškega kralja soglasno izvoljen Kristijan Friderik. Več delegatov se je kljub temu spraševalo, ali se bo politično stanje s tem stabiliziralo.

### Iskanje domačega in mednarodnega priznanja
22. maja je novoizvoljeni kralj triumfalno vstopil v Kristianijo. Pozdravile so ga topovske salve s trdnjave Akershus, v stolnici pa je bila slavnostna maša. Vlada je bila še vedno zaskrbljena zaradi mednarodnega ozračja in se odločila, da bo dva delegata iz ustavodajne skupščine poslala h Karstenu Ankerju v Anglijo, da bi skupaj z njim dosegla britansko priznanje norveške neodvisnosti. Sklicana je bila prva seja državnega sveta in ustanovljeno vrhovno sodišče. 
5. junija je prišel v Kristianijo na neuradni obisk britanski odposlanec John Philip Morier. Sprejel ga je eden od ministrov. Odposlanec je pristal, da se neuradno sestane s kraljem in poudaril, da se ničesar, kar je in bo storil, ne sme razlagati kot priznanje norveške neodvisnosti. Govorilo se je, da Morier želi Bernadottovo odstavitev in izgon na danski otok Bornholm. Kralj je prosil Veliko Britanijo, naj posreduje med Norveško in Švedsko, toda Morier ni odstopil od britanske zavrnitve norveške neodvisnosti. Zahteval je, da se Norveška podredi švedski nadvladi, in to, da se stališče njegove vlade objavi v vseh norveških časopisih. 10. junija je bila mobilizirana norveška vojska in razdeljeno orožje in strelivo.
16. junija je Karsten Anker pisno poročal Kristijanu Frideriku o svojih nedavnih razgovorih z visokimi pruskimi in avstrijskimi diplomati, na katerih je izvedel, da se njihova podpora švedskim zahtevam do Norveške zmanjšuje, da ruski car Aleksander I., daljni sorodnik Kristijana Friderika, zagovarja švedsko-norveško zvezo, vendar brez Bernadotta kot kralja, in da želi Velika Britanija obdržati Norveško izven ruskega vplivnega območja.

### Uvod v vojno
26. junija so prišli v Vänersborg na Švedskem odposlanci Rusije, Prusije, Avstrije in Združenega kraljesta, da bi prepričali Kristijana Friderika, naj privoli v določila Kielskega sporazuma. Von Essen je odposlancem povedal, da je 65.000 švedskih vojakov pripravljenih za napad na Norveško. 30. junija so odposlanci prišli v Kristianijo, kjer so odklonili gostoljubnost Kristijana Friderika. Naslednji dan so se sestali z norveškim Državnim svetom, kateremu je ruski odposlanec odkrito povedal: Norveška se mora podrediti švedski kroni ali se soočiti z vojno s celo Evropo. Ko je Kristijan Friderik ne grožnjo odgovoril, da imajo Norvežani pravico do odločanja o svoji usodi, je avstrijski odposlanec August Ernst Steigentesch komentiral: »Narod? Kaj imajo povedati proti volji njegovih vladarjev? To bi pomenilo obrniti svet na glavo«. 
Kristijan Friderik je med pogajanji ponudil, da se odreče prestolu in se vrne na Dansko, Norvežani pa naj se o svoji prihodnost izrečejo na izredni seji Parlamenta (Storting). Predajo obmejnih trdnjav švedski vojski je zavrnil. Delegacija štirih držav je zavrnila Kristijanov predlog, da bi bila norveška ustava podlaga za pogajanja o združitvi s Švedsko, vendar je obljubila, da bo predlog poslala v obravnavo švedskemu kralju.
20. julija je Bernadotte poslal svojemu »bratrancu« dopis, v katerem ga je obtožil za dvorne spletke in nori avanturizem. Dva dni kasneje se je sestal z delegacijo, ki je bila na Norveškem. Delegati so ga spodbujali, naj razmisli o predlaganih pogojih Kristijana Friderika za zvezo s Švedsko. Ogorčeni kronski princ je ponovil svoj ultimat, da se mora Kristijan Friderik odpovedati vsem pravicam do norveškega prestola in prepustiti obmejne trdnjave Švedski ali se soočiti z vojno. 27. julija je švedsko ladjevje zasedlo otoke Hvaler, s čimer se je začela vojna z Norveško. Naslednji dan je Kristijan Friderik zavrnil švedski ultimat, ker bi vdaja pomenila izdajo naroda. 29. julija je švedske vojska napadla Norveško.

### Vojna z dvema zmagovalcema
Švedske sile so med prodiranjem v Norveško naletele na šibek odpor in obšle trdnjavo Fredriksten. Prvi spopadi so bili kratki in so se končali z zmagami Švedov. 4. avgusta se je utrjeno mesto Fredrikstad vdalo. Kristijan Friderik je ukazal umik na reko Glommo. Švedska vojska je poskušala umik preprečiti, vendar je bila v bitki Lamgnesu poražena. Norvežani so slavili pomembno taktično zmago. Švedskim napadom so se uspešno upirali tudi pri Kongsvingeru.
3. avgusta je Kristijan Friderik na seji kabineta v Mossu objavil svojo politično oporoko. 7. avgusta je v norveški vojni štab v Spydebergu prišla Bernadottova delegacija s predlogom za premirje, ki je temeljil na zvezi obeh držav ob spoštovanju norveške ustave. Kristijan Friderik je naslednji dan izjavil, da je zadovoljen s predlogom in švedski vojski dovolil, da ostane na položajih vzhodno od Glomme. 10. avgusta se je začela mirovna konencija v Mossu, ki se je končala 14. avgusta z objavo splošnega premirja.
Kristijanu Frideriku je uspelo iz besedila izključiti vse znake, da je Norveška priznala Kielski sporazum, in doseči, da je Švedska sprejela stališče, da de sporazum ne sme šteti za premiso bodoče zveze med državama. Bernadotte je izkoristil priložnost, da se izogne dragi vojni, zato osvojenega norveškega ozemlja ni priključil Švedski, ampak je z njega umaknil svojo vojsko in Norveški ponudil ugodne mirovne pogoje. Obljubil je, da bo priznal norveško ustavo z amandmajem, ki bo omogočil združitev obeh držav. Kristijan Friderik se je s tam strinjal in septembra ali oktobra sklical izredno sejo Parlamenta. Svoja pooblastila je prenesel na izvoljene predstavnike naroda, ki bi se pogajali o pogojih združitve s Švedsko, se odrekel vsem zahtevam po norveškem prestolu in zapustil državo. Po odhodu je zapadel v globoko depresijo, ker so ga z vseh strani obtoževali za politični in vojaški poraz.

### Nemirno premirje
Novica je močno prizadela norveško javnost. Reakcije so vključevale jezo zaradi »strahopetnosti« in »izdaje« vojaških poveljnikov, obup nad prihodnostjo norveške neodvisnosti in zmedo glede prihodnosti države. Kristijan Friderik je potrdil svojo pripravljenost za sestop s prestola iz »zdravstvenih razlogov« in prepustitev oblasti Državnemu svetu. V listini, objavljeni 28. avgusta, je Državnemu svetu ukazal, da sprejme ukaze »najvišje oblasti«, s čimer je implicitno mislil švedskega kralja. Dva dni kasneje se je švedski kralj proglasil z kralja obeh držav.
3. septembra je Velika Britanija ukinila blokado norveških pristanišč. Ponovno je začela delovati poštna služba med Švedsko in Norveško. Magnus Friderik Ferdinand Björnstjerna, švedski general na okupiranem norveškem ozemlju, je grozil z nadaljevanjem sovražnosti, če Norveška ne bo spoštovala mirovnega sporazuma in prostovoljno vstopila v zvezo s Švedsko. 
Konec septembra je izbruhnil spor med švedskimi oblastmi in norveškim Državnim svetom zaradi delitve žita med reveže v Kristianiji. Švedi so poskušali žito prikazati kot darilo švedskega kralja, Državni svet pa se je poskušal izogniti videzu, da ima Norveška novega kralja, dokler zveza ne bi bila formalizirana.

### Izpolnjevanje zahtev Mosske konvencije
Na začetku oktobra so Norvežani ponovno zavrnili Bernadottovo pošiljko žita. Norveški trgovci so najemali kredite za nabavljanje hrane in drugih potrebščin na Danskem. Norvežani so kljub temu na splošno sprejeli dejstvo, da je zveza s Švedsko neizbežna. 7. oktobra je bila sklicana izredna seja Parlamenta. Delegati z območij, ki jih je Švedska zasedla v Østfoldu, so se seje udeležili šele po zagotovilu, da ne dolgujejo zvestobe švedskim oblastem.
Dan pred iztekom premirja je Parlament z 72 glasovi proti petim glasoval za personalno unijo s Švedsko, poskus izvolitve Karla XIII. za norveškega kralja pa je propadel. Volitve kralja so preložili do sprejema ustreznih ustavnih dopolnil. Naslednji dan je Parlament sprejel več resolucij, s katerimi je želel v Zvezi ohraniti čim več suverenosti. 1. novembra so z 52 glasovi proti 25 izglasovali sklep, da Norveška ne bo imenovala svojih konzulov, kar je imelo kasneje resne posledice. Parlament je prilagodil ustavne dopolnitve tako, da so 4. novembra omogočili zvezo s Švedsko, in enoglasno izvolili Karla XIII. za kralja Norveške.

## Zveza
Novi kralj ni nikoli prišel v svoje Norveško kraljestvo. Namesto njega je 18. novembra 1814 tja prišel njegov posinovljenec Bernardotte, kasnejši kralj Karel XIV. Ivan. V Parlamentu je sprejel kraljevo izvolitev in prisegel, da bo v kraljevem imenu spoštoval ustavo. V svojem govoru je poudaril, da je Švedsko-norveška zveza zveza, ki jo je kralj sklenil z norveškim ljudstvom, in »da se je odločil prevzeti obveznosti do ljudi in ne privilegijev, zapisanih v uradnih dokumentih«. Zavrnitev Kielskega sporazuma kot pravne podlage za Zvezo je švedski Parlament potrdil v preambuli Akta o združitvi 15. avgusta 1815. Za razumevanje narave Zveze je treba poznati zgodovinske dogodke, ki so pripeljali do njene ustanovitve. Dogodki jasno kažejo, da je Švedska ob pomoči velikih sil prisilila Norveško na vstop v Zvezo, na drugi strani pa je Norveška s pomočjo istih velikih sil pomembno diktirala pogoje za vstop vanjo.
V ustavnemu združevanju dveh strani na podlagi tako nasprotujočih si kalkulacij se vedno skriva tudi seme nesoglasij. Švedi so v Zvezi videli uresničitev ideje, ki so jo gojili že veš stoletij, predvsem potem, ko so pred kratkim izgubili Finsko. Upali so, da bodo z upornimi Norvežani sčasoma navezali tesnejše stike. Norvežani kot šibkejša stran so zahtevali strogo izpolnjevanje pogojev, ki so jih sprejeli, in ljubosumno varovali spoštovanje vseh podrobnosti, ki so potrjevale enakost med državama.
Posebnost Zveze je bila, da je imela Norveška bolj demokratično ustavo kot Švedska. Norveška ustava iz leta 1814 se je veliko bolj striktno držala načela delitve oblasti na izvršno, zakonodajno in sodno vejo. Norveška je dala zakonodajni veji oblasti večjo avtoriteto kot katera koli druga evropska država. Švedski kralj, na primer, je bil skoraj popoln avtokrat; v vladnem dokumentu iz leta 1809 je bila nedvoumna izjava, da bo »kralj sam vladal kraljestvu«. Na Norveškem je imelo volilno pravico mnogo več odraslih moških (okoli 40%) kot v socialno razslojeni Švedski. 
V zgodnjem obdobju Zveze je v norveški politiki prevladoval vpliv razreda državnih uslužbencev. Ker jih je bilo malo, bi svoj vpliv zlahka izgubili, če bi njihovi nasprotniki dobili številčno premoč z izbiro članov iz nižjih družbenih slojev. Civilni uslužbenci so za ohranitev svoje premoči začeli sklepati zavezništva z uspešnimi kmeti v regiji. Zvestobo kmetov je ohranjala politika vzajemnih interesov. Zaradi ustavnega določila, da mora biti 2/3 članov Parlamenta iz ruralnih okolij, se je število kmetov v Parlamentu povečalo, kar bi lahko povzročilo razkol v zavezništvu. Zakonodaja, ki je spodbujala udeležbo prebivalstva v lokalni samoupravi, je doživela vrhunec z uvedbo lokalne samouprave leta 1837, ko je ustvarila 396 formannskapsdistriktov, samoupravnih občin, ki so se ujemale z župnijami norveške državne cerkve. Sodelovanje prebivalstva v vladi je dalo državljanom več upravnih in političnih izkušenj, da so začeli sčasoma promovirati svoje lastne zahteve, pogosto nasprotne pričakovanjem javnih uslužbencev.
Naraščajoča demokratizacija Norveške bi lahko sčasoma še bolj razdvojil politična sistema Norveške in Švedske, kar bi zapletlo odnose med državama in nazadnje privedlo do razpada Švedsko-norveške zveze. Kralj na primer, ki je imel na Švedskem absolutni veto, je imel na Norveškem samo odložilni veto. Kralj Karel XIV. Ivan je zahteval, da mu norveški parlament podeli pravico absolutnega veta, vendar je moral zahtevo umakniti. Medtem ko je ustava določala, da ima izvršilno oblast kralj, je v praksi oblast vse bolj prehajala na njegov Državni svet (Statsråd). Prelomnica v tem procesu se je zgodila leta 1884, ko je Norveška postala prva skandinavska monarhija, ki je sprejela parlamentarno vladavino. Po letu 1884 kralj ni več mogel proti volji parlamenta niti imenovati vlade po svoji izbiri niti je razrešiti. Imenoval je lahko samo člane stranke ali koalicije, ki je imela v parlamentu večino. Državni svet je postal odgovoren Parlamentu, tako da je neuspešno glasovanje o zaupnici lahko povzročilo odstop vlade. Na Švedskem je bila oblast Parlamenta vzpostavljena šele leta 1905, se pravi malo pred razpadom zveze.

### Akt o Zvezi
Švedski prestolonaslednik Karel Ivan je že prvo leto po izvolitvi občutil pomanjkanje skupne ustavne podlage za Zvezo. Obstoječa temeljna dokumenta sta bila samo Mosska konvencija in spremenjena norveška ustava, sprejeta 4. novembra 1814. Ker konzervativni švedski parlament ni dovolil nobene revizije švedske ustave, je bilo treba skleniti dvostranski sporazum, ki bi določil postopke za obravnavanje ustavnih vprašanj, o katerih bi morale odločati obe vladi. 
Spomladi 1815 je bil sprejet Akt o Zvezi (Riksakten). Vodja norveške delegacije na pogajanjih je bil prvi minister Peder Anker. Sporazum je imel dvanajst členov, ki so obravnavali pristojnosti kralja, povezave med obema zakonodajama, izvrševanje oblasti, če bi bil kronski princ ob kraljevi smrti mladoleten, in povezave med kabinetoma. Sporazum je potrdil prakso obravnavanja zunanjepolitičnih vprašanj v švedskem kabinetu s prisotnim norveškim premierjem. Ključna vprašanja, povezana z Zvezo, bi se obravnavala na skupnem zasedanju kabineta, na katerem bi bili vsi v Stockholmu prisotni norveški ministri. Sporazum je norveški parlament potrdil 31. julija, švedski pa 6. avgusta 1815. Kralj ga je podpisal 15. avgusta 1815. Na Švedskem je Akt o Zvezi spadal med redne zakone, medtem ko mu je norveški parlament dal ustavni status, tako da je bilo mogoče njegove določbe spremeniti samo v skladu s postopki, določenimi v ustavi.

### Zveza v praksi
Temeljni pogoji za Zvezo, zapisani v Mosski konvenciji, revidirani norveški ustavi in Aktu o Zvezi, so Norveški zagotavljali večjo neodvisnost kot Kielski sporazum. Norveška je v Zvezo vstopila prostovoljno in odločno zanikala švedsko premoč v Zvezi, medtem ko so mnogi Švedi v Norveški videli kot manjvrednega partnerja in vojni plen.
Pravno je imela Norveška status neodvisne ustavne monarhije z večjo notranjo neodvisnostjo, kot jo je kdaj imela v preteklih več kot 400 letih. S Švedsko je imela skupnega monarha in zunanjo politiko, vsa druga ministrstva in vladne institucije pa je imela ločene od švedskih. Imela je svojo vojsko, mornarico in državno zakladnico. Zunanje državne službe so bila neposredno podrejeno kralju, kot je bilo določeno z norveško ustavo, sprejeto 17. maja 1814. Nepredviden učinek ustavnih določil je bil, da se je o švedski politiki odločalo v švedskem kabinetu, izvajalo pa jo je švedsko ministrstvo za zunanje zadeve. Ko so se na sejah kabineta razpravljalo o zunanjepolitičnih zadevah, je bil z norveške strani prisoten samo premier. Na zunanjo politiko je lahko posredno vplival tudi švedski parlament, norveški pa ne. Ker je predstavnike v tujini imenovala švedska vlada, so večino osebje tvorili Švedi. Tujci so zato pogosto imeli vtis, da predstavljajo eno in ne dve suvereni državi. Sčasoma se je Zveza le prenehala omenjati kot »Švedska«, ampak kot »Švedska in Norveška«.
Po norveški ustavi kralj imenoval svoj kabinet. Ker je bil kralj večino časa v Stockholmu, je moral tam biti prisoten tudi del kabineta, ki ga je vodil premier v spremstvu dveh ministrov. Prvi premier je bil Peder Anker, prominenten Norvežan in tvorec norveške ustave, ki se je javno razglašal za zagovornika Zveze. Norveška vlada je za sedež kabineta v Stockholmu pridobila sijajno Pechlinsko hišo, ki je služila tudi kot neuradno norveško veleposlaništvo. Drugih šest norveških ministrstev je imelo svoje sedeže v Kristianiji (Oslo). V kraljevi odsotnosti je sejam kabineta v Kristianiji predsedoval podkralj (stattholder), ki ga je imenoval kralj. Prvi je bil grof Hans Henrik von Essen, ki je bil že s sklepom Kielskega sporazuma imenovan za generalnega guvernerja Norveške.
Naslednjih petnajst let so bili vsi podkralji Švedi, od leta 1529 so 1856 pa Norvežani. Od tega leta do dokončne razpustitve Zveze leta 1873 je bilo mesto podkralja prazno.

### Zlitje ali ločitev
Kralj Karel XIV. Ivan je po prihodu na prestol leta 1818 poskušal tesneje povezati obe državi in utrditi izvršilno oblast. Njegovim težnjam se je upiral predvsem norveški parlament (Storting). Leta 1821 je kralj predlagal ustavna dopolnila, ki bi mu dala absolutni veto, širšo oblast nad ministri, pravico do vladanja z dekretom in razširjeno oblast nad Stortingom. Njegova druga provokacija je bil poskus, da bi na Norveškem ustanovil novo dedno plemstvo. Pritisk na Storting med njegovim zasedanjem je povečal z vojaškimi manevri v bližini Kristianije. Vsi njegovi predlogi so bili po tehtni presoji zavrnjeni. Predlogi so bili zavrnjeni tudi na naslednjem zasedanju Stortinga leta 1824 in nato odloženi. Izjema je bilo vprašanje kraljevega odložilnega veta. Kraljeve zahteve so se med njegovim vladanjem še nekajkrat obravnavale, vendar niso bile sprejete. 
Najbolj sporno politično vprašanje v času zgodnje vladavine Karla Ivana je bilo, kako poravnati državni dolg Danske-Norveške. Obubožana Norveška je poskušala odgoditi ali zmanjšati dolg 3 milijone speciedalerjev Danski, za katerega sta se dogovorili obe državi. Dolg je povzročil ogorčen spor med kraljem in norveško vlado. Dolg je bil nazadnje plačan mednarodnim kreditom, spor pa je imel za poledico odstop norveškega finančnega ministra grofa Wedel-Jarlsberga leta 1821. Kmalu za njim je zaradi občutka, da je izgubil kraljevo zaupanje, odstopil tudi ministrov tast, premier Peder Anker.
Odziv norveških politikov na vse kraljeve predloge je bil skladen z doslednim upoštevanjem politike ustavnega konzervativizma, ki je dosledno nasprotoval spremembam, ki bi razširile kraljevo oblast ali pripeljale do tesnejših vezi in morebitne združitve s Švedsko, namesto da bi podprle regionalno avtonomijo.
Razlike v stališčih in nezaupanje v teh zgodnjih letih so postopoma postajale manj izrazite, predvsem zaradi čedalje bolj prilagodljivega stališča Karla Ivana. Po nemirih v Stockholmu jeseni 1838 je postal kralj do Norveške bolj dovzeten in pristal na več njenih zahtev. Na skupni seji švedskega in norveškega kabineta 30. januarja 1839 je bil ustanovljen odbor s po štirimi člani z obeh strani. ki naj bi rešil odprta vprašanja med državama. Na zasedanju Stortinga leta 1839 je kralj doživel veliko naklonjenost tako politikov kot norveškega prebivalstva.

### Nacionalni simboli
Težave so povzročala tudi vprašanja nacionalnih simbolov – zastav, grbov, kraljevih naziviv in praznovanje 17. maja kot Dneva ustavnosti. Karel Ivan je ostro nasprotoval javnemu proslavljanju Majske ustave, ker jo je povezoval z izvolitvijo Kristijana Friderika za norveškega kralja. Namesto tega praznika je neuspešno poskušal uvesti praznovanje dneva sprejetja revidirane ustave 4. novembra, ki je bil hkrati dan ustanovitve Zveze. Spor je dosegel vrhunec z bitko na trgu (torvslaget) v Kristianiji 17. maja 1829, v kateri se je mirno praznovanje pretvorilo v demonstracije. Poveljnik policije je demonstrantom prebral Zakon o nemirih in zahteval, da se razidejo. Nazadnje je morala posredovati še vojaška konjenica, ki je na silo razgnala demonstrante. Odziv javnosti na to provokacijo je bil tako velik, da se je moral kralj od takrat naprej sprijazniti s praznovanjem nacionalnega praznika.
Švedska je kmalu po Kielskem sporazumu v razširjeni švedski grb vključila tudi norveški grb. Norvežani so imeli takšno upodabljanje svojega grba na švedskih kovanci in v vladinih dokumentih za žalitev, ker Norveške niso šteli za del integralni Kraljevine Švedske. Zamerili so tudi, da se je kralj na norveških kovancih do leta 1819 naslavljal s »kralj Švedske in Norveške«.
Vsa odprta vprašanja so rešili po ustoličenju kralja Oskarja I. leta 1844. Kralj je na vseh dokumentih, ki so se nanašali na Norveško, takoj začel uporabljati naziv »kralj Norveške in Švedske«. Vse predloge, povezane z zastavami in grbi, je preučila posebna norveško-švedska komisija in jih uzakonila v obeh državah. V gornjem levem kvadrantu vseh nacionalnih zastav je bila upodobljena kombinacija obeh zastav z enakomerno razporejenimi barvami obeh nacionalnih zastav. Obe državi sta dobili ločen, vendar vzporeden sistem zastav, ki je manifestiral njuno enakost. Norvežani so bili zadovoljni, ker so odkrili nekdanjo skupno vojno zastavo in njene simbole prenesli vsak na svojo zastavo. Norveški grb se je umaknil iz velikega švedskega grba. Izoblikoval se je nov grb s simboli obeh držav in kraljeve družine, ki so ga uporabljali izključno kraljeva družina, službe v tujini in dokumenti, povezani z obema državama. Pomembna podrobnost grba Zveze sta bili dve kroni, upodobljeni nad ščitoma, ki sta simbolizirali zvezo med suverenima državama.

#### Zastave
- Zastava Švedske in Norveške (1818–1844)
- Državna zastava Švedske in Norveške s simbolom mornarice (1815–1844)
- Državna in diplomatska zastava (1844–1905)
- Zastava Švedske (1844–1905)
- Zastava Norveške (1821–1844)
- Zastava Norveške (1844–1899)
- Zastava Norveške (1899–danes)
- Državna zastava Švedske z mornariškim znakom (1844–1905)
- Mornariški znak (1844–1905) in državna zastava (1844–1899)
- Državna zastava Norveške (1899–present)
- Kraljeva zastava v Švedski (1844–1905)
- Kraljeva zastava v Norveški (1844–1905)

#### Grba
- Kraljev švedski grb (1814–1844)
- Zvezni in kraljev grb (1844–1905)

## Vrh (1844–1860)
Sredina 19. stoletja je bila za Zvezo zelo mirna. Vsa vprašanja v zvezi s simboli so bila rešena, Norveška je dobila več vpliva na zunanjo politiko, mesto podkralja je bilo ali prosto ali pa ga je zasedal Norvežan Severin Løvenskiold, trgovanje med državama pa so pospešili sporazumi (mellomriksloven), s katerimi so bile obojestransko ukinjene zaščitne dajatve. Komuniciranje med državama je olajšala železniška proga Kongsvinger, prva, ki je povezala obe državi. Politično ozračje na Norveškem je zelo izboljšalo švedsko popuščanje glede enakosti med državama.
Skandinavizem, ki je v tem obdobju dosegel višek, je veliko prispeval k zbliževanju obeh partneric Zveze. Podpiral je idejo o Skandinaviji kot enotni regiji in enem samem narodu s skupno jezikovno, politično in kulturno dediščino. Danska, Norveška in Švedska so se v tretji kitici norveške himne omenjale kot »tri sestre«. Elitno gibanje so v 1840. letih začeli danski in švedski študentje. Na začetku so oblasti na gibanje gledale z nezaupanjem, ko je leta 1844 na švedski in norveški prestol prišel kralj Oskar I., pa so se odnosi z Dansko izboljšali in gibanje je začelo dobivati podporo oblasti. Leta 1845 so se gibanju pridružili norveški študentje. Udeleževati so se začeli letnih srečanj, ki so potekala izmenično v obeh državah. Med vojno med Dansko in Prusijo leta 1848 je Oskar I. ponudil Danski pomoč švedsko-norveških vojaških enot, vendar v vojni niso sodelovale. Med dansko-nemško vojno za Schleswig leta 1864 je gibanje doživelo udarec, po katerem se ni nikoli povsem opomoglo. Švedska in norveška vlada sta takrat od kralja Karla XV. zahtevali, naj umakne obljubo danskemu kralju za vojaško pomoč, ker se pred tem ni posvetoval s svojima kabinetoma.
Po teh dogodkih je Unija izgubila podporo Norvežanov zaradi zastoja, ki ga je povzročilo vprašanje ukinitve funkcije norveškega podkralja. Kralj Karel XV. je bil naklonjen norveškim zahtevam, da se položaj ukine, in po prihodu na prestol leta 1859 norveški vladi obljubil, da bo odobril odločitev norveškega parlamenta. Predlog o odpravi tega nepriljubljenega simbola odvisnosti in nadomestitvi s funkcijo predsednika vlade v Kristianiji je bil sprejet skoraj soglasno. Ko se je kralj vrnil na Švedsko, je naletel na nepričakovano ostro reakcijo švedskega nacionalističnega tiska. Časnik Nya Dagligt Allehanda je vpil, da se je Norveška oddaljila od zakonotosti se usmerila proti revoluciji. Švedski parlament je zahteval kraljev odgovor na vprašanje ali gre za čisto norveško zadevo ali zadevo obeh držav. Konzervativna švedska večina je razglašala, da ima »Švedska zakonito superioren položaj v Zvezi«. Ko je parlament zagrozil z odstopom, se je moral kralj Karel umakniti. Odločil se je, da zakona ne bo odobril, vendar je na seji norveškega kabineta to vseeno storil. Njegova dejanja so nehote potrdila, da je bil kljub dobrim namenom bolj švedski kot norveški.
24. aprila 1860 je norveški parlament reagiral na švedske zahteve po nadvladi in enoglasno odločil, da ima norveška država izključno pravico spreminjanja svoje ustave in da mora vsaka revizija pogojev v Zvezi temeljiti na načelu popolne enakosti. Resolucija je za več let blokirala vse poskuse revidiranja Ustanovne listine zveze. Leta 1866 je bil ustanovljen nov odbor obeh držav. Njegovi predlogi so bili leta 1871 zavrnjeni, ker niso predvideli enakopravnega položaja v zunanji politiki in bi utrli pot v zvezno državo.

## Predigra razpustitve
Med vladavino Oskarja II. Švedskega (1872–1907) so imeli odnosi z Norveško velik vpliv na politično življenje na Švedskem in večkrat je že kazalo, da bo zveza med državama razpadla. Nesoglasja so bila večinoma posledica norveških zahtev po lastnih konzulatih in na koncu tudi lastnemu zunanjemu ministrstvu. Norveška je imela v skladu s spremenjeno ustavo iz leta 1814 pravico do svojih konzularnih uradov, vendar te pravice ni izkoristila delno iz finančnih razlogov, delno pa zato, ker je konzul, ki ga je imenovalo švedsko zunanje ministrstvo, na splošno zadovoljivo zastopal norveške interese. V poznem 19. stoletju se je norveška trgovska mornarica hitro razvijala in postala ena od največjih svetovnih mornaric in ena od najpomembnejših dejavnikov nacionalnega gospodarstva. Norveška je začutila, da potrebuje svojega konzula, ki mi pomagal ladjarjem in zastopal nacionalne interese v tujini. Zahteva po ločenih konzulih je postala tudi izraz vedno večjega razočaranja nad delovanjem Zveze.
Na Norveškem so nesoglasja glede ustavnih vprašanj po javnih obtožbah proti konzervativnemu kabinetu Kristijana Avgusta Selmerja privedla do sprejetja parlamentarizma leta 1884. Selmerjev kabinet je bil obtožen sodelovanja s kraljem, ki je z vetom obstruiral reforme. Kralj Oskar II. je moral, čeprav nerad, sprejeti novo liberalno vlado Johana Sverdrupa. Vlada je takoj izvedla nekaj pomembnih reform, med njimi razširjeno volilno pravico in obvezno služenje vojaškega roka. Leta 1884 sta se izoblikovali dve nasprotni politični skupini: liberalna Vestre, ki je želela razpustiti Zvezo, in desničarska Højre, ki je želela ohraniti zvezo dveh enakih držav.
Na volitvah leta 1891 so veliko večino dobili liberalci, ki so zagovarjali univerzalno volilno pravico vseh moških in norveško konzularno službo. Na pogajanjih za ločeni konzularni službi je kraljeva opozicija že na začetku pogajanj povzročila več vladnih kriz, dokler se ni leta 1895 formirala koalicijska vlada z ministrskim predsednikom Francisom Hagerupom. Tisto leto se je ustanovila skupna Zvezna komisija s po sedem članov iz vsake države. Ker komisija v nobenem ključnem vprašanju ni dosegla soglasja, je bila leta 1898 razpuščena. Norveška se je leta 1895 soočila z rožljanjem z orožjem vojaško superiorne Švedske in bila prisiljena umakniti zahteve po ločenih konzulih. Sramoten umik je prepričal norveško vlado, da so bile oborožene sile predolgo zapostavljane in jo spodbudil, da jih je začela hitro preoblikovati. V Združenem kraljestvu je naročila štiri velike bojne ladje in začela graditi obmejne trdnjave.
Sredi neuspešnih pogajanj in razprav je švedska vlada leta 1895 Norveško obvestila, da se bo trgovinska pogodba iz leta 1874, predvidena za spodbujanje skupnega trga, julija 1897 iztekla. Ko se je Švedska vrnila k protekcionizmu, je Norveška povišala carine, kar je povzročilo znatno zmanjšanje čezmejne trgovine. Švedski minister za zunanje zadeve grof Lewenhaupt, ki je bil preveč naklonjen Norvežanom, je odstopil. Zamenjal ga je grof Ludvig Douglas, ki je v Senatu zastopal večinsko mnenje. Ko je norveški parlament (Storting) leta 1898 tretjič izglasoval zastavo brez simbola Zveze, je glasovanje postalo zakon brez kraljeve odobritve.
Nove volitve v švedski parlament (Riksdag) so jasno pokazale, da Švedi niso naklonjeni ultrakonzervativni »domoljubni« stranki, kar je privedlo do odstopa dveh voditeljev te stranke, profesorja Oskarja Alina in dvornega maršala (hovmarskalk) Patrica Reuterswärda. Nekdanjemu profesorju Univerze Gothenburg E. Carlsonu je uspelo izoblikovati stranko liberalcev in radikalov s približno 90 člani, ki so zagovarjali razširitev volilne pravice in popolno enakost Norveške in Švedske pri vodenju zunanjih zadev. Na norveških volitvah z razširjeno volilno pravico istega leta so liberalci (Venstre) dobili večinsko podporo za svoje programe razširjene službe za zunanje zadeve in ločene konzule. Steen je ostal ne položaju ministrskega predsednika do leta 1902, ko ga je nasledil Otto Blehr.

### Zadnji poskusi reševanja Zveze
Vprašanje samostojnih norveških konzulov je kmalu spet postalo aktualno. Leta 1902 je zunanji minister Lagerheim na skupni seji Državnega sveta predlagal ločeni konzularni službi, vendar v skupnem zunanjem ministrstvu. Norveška vlada se je strinjala z ustanovitvijo skupne komisije, ki bo preučila ministrov predlog. Obetavni rezultati posvetov so bili objavljeni v komunikeju 24. marca 1903. Komisije je predlagala, da se odnosi med ločenimi konzuli in skupnim ministrstvom za zunanje zadeve in veleposlaništvi v obeh državah uredijo z enakimi zakoni, ki jih brez soglasja vlad obeh držav ne bi bilo mogoče spremeniti ali razveljaviti. Zapisan je bil samo preliminarni osnutek, ki ni bil nikoli formaliziran in zato neobvezujoč. Na volitvah leta 1903 so večino glasov dobili konzervativci (Højre) s svojim programom sprave in pogajanj. Oktobra 1903 je bila sestavljena nova vlada s premierjem Hagerupom, podprta z nacionalnim soglasjem o potrebi po zaključku pogajanj s skupnimi ukrepi. Predlogi vlade so bili 11. decembra predstavljeni združeni komisiji obeh držav, kar je vzbudilo upanje po skorajšnji rešitvi skupnih problemov. Kralj je od komisije zahteval pripravo predloga ustreznih zakonov.
Norveški osnutek zakonov je bil predložen maja 1904 in bil v Stockholmu sprejet s popolno tišino. Medtem ko Norveška nikoli ni imela parlamenta in vlade, bolj prijazne Zvezi, se je izkazalo, da se je politično mnenje na Švedskem premaknilo povsem v drugo smer. Tiskovni predstavnik zunanjega ministra Lagerheima je 7. novembra zaradi nesoglasja s premierjem Erikom Gustavom Boströmom in drugimi kolegi odstopil. Boström se je zdaj sam pojavil v Kristianiji in predstavil svoja načela oziroma pogoje za poravnavo. Njegova vlada je spremenila svoje stališče, da mora švedski zunanji minister ohraniti nadzor nad norveškimi konzulati in jih po potrebi odpraviti, in sklenila, da mora Švedska Norveško vedno omenjati v uradnih dokumentih, kar bi prelomilo prakso, uvedeno leta 1844. Za norveško vlado so bile njegove zahteve nesprejemljive in neskladne z norveško suverenostjo. Ker bi bil zunanji minister Šved, ne bi smel imeti oblasti nad norveškimi institucijami. Nadaljnja pogajanja o takšnih pogojih bi bila brezpredmetna.
Zavrnjena je bila tudi različica zakonov, ki jo je predlagala švedska vlada, zato je kralj 7. februarja 1905 sklenil prekiniti pogajanja mešane komisije, ustanovljene leta 1903. Izčrpani kralj je kljub temu še vedno verjel, da bo dosegel sporazum. Naslednji dan je bil za regenta imenovan kronski princ Gustav. 13. februarja je prišel v Kristianijo, da bi poskušal rešiti Zvezo. V naslednjem mesecu je imel vel sestankov z vlado in Posebno parlamentarno komisijo, ustanovljeno 18. februarja, da bi izdelala podrobnosti nacionalne zakonodaje za ustanovitev norveških konzulov. Komisijo je prosil, naj v zakone ne vnese ukrepov, ki bi prekinili zvezo med državama. Njegove prošnje so bile neuspešne, saj je posebna komisija 6. marca priporočila, da se nadaljuje z delom, ki je v teku, in spravljivo Hagerupovo vlado zamenjala z bolj nepopustljivo vlado Kristijana Michelsena.
Regent se je 14. marca vrnil v Stockholm in 5. aprila sklical sejo mešane komisije, ki naj bi apelirala na obe vladi, naj se vrneta k pogajanjem in izdelata rešitev, ki bi temljila na popolni enakosti obeh kraljestev. Predlagal je reforme zunanjega ministrstva in konzularnih služb ob predpogoju, da imata obe državi skupnega zunanjega ministra, ki bi lahko bil Šved ali Norvežan. Norveška vlada je 17. aprila njegov predlog zavrnila. Sklicevala se je na prejšnje neplodne poskuse in razglasila, da bo nadaljevala s pripravo zakonodaje o ločeni konzularni službi. Oba doma parlamenta sta 2. maja 1905 kljub temu odobrila predlog kronskega princa. V zadnjem poskusu, da bi pomiril trmoglave Norvežane, je Boströma, ki je bil ovira za boljše odnose, zamenjal Johan Ramstedt. Norvežanov zamenjava ni prepričala. Norvežani vseh političnih prepričanj so ugotovili, da poštena rešitev spora ni mogoča, in prišli do splošnega soglasja, da je treba Zvezo razpustiti. Michelsenova nova koalicijska vlada je kljub temu tesno sodelovala z norveškim parlamentom pri reševanju vprašanja, kako rešiti konzularna vprašanja.

## Razpustitev Zveze
23. maja je norveški parlament z zakonom potrdil vladin predlog za ustanovitev ločenih norveških konzulov. Kralj Oskar II. je 27. maja izkoristil svojo ustavno pravico do veta na sprejeti zakon, zato je norveška vlada načrtno ponudila svoj odstop. Kralj je izjavil, da odstopa ne more sprejeti, ker »ni mogoče oblikovati nobene druge vlade«. Ministri so zavrnili njegovo zahtevo, da podpišejo njegovo odločitev, in se takoj vrnili v Kristianijo.
Kralj ni ukrenil ničesar za normalizacijo ustavne krize. Medtem se je na zasedanju norveškega parlamenta 7. junija obravnavala uradna razpustitev Švedsko-norveške zveze. Ministri so parlamentu predložili svoje odstope in parlament je soglasno sprejel resolucijo, s katero je razpustil zvezo s Švedsko, ker je »kralj z zavrnitvijo nove vlade dejansko opustil svoje funkcije norveškega kralja«. Ministri so od njega do nadaljnjega zahtevali, naj izvršuje svojo oblast v skladu z Ustavo.
Švedske reakcije na sklepe norveškega parlamenta so bile ostre. Kralj je pompozno protestiral in 20. junija sklical izredno sejo švedskega parlamenta, ker je bilo treba »na upor Norvežanov ustrezno ukrepati«. Parlament je izjavil, da se je pripravljen pogajati o pogojih za razpustitev Zveze, če bi se Norvežani zanjo izrekli na referendumu. Parlament je izglasoval tudi vsoto 100 milijonov kron, ki bi bila na razpolago, če bi moral o tem odločati parlament. Denar je bil seveda prikrito namenjen pripravam na vojno. Verjetnost izbruha vojne je bila majhna, Norveška pa se je na sklep švedskega parlamenta vseeno odzvala za najemom kredita v Franciji v višini 40 milijonov kron.
Norveška vlada je še pred uradno švedsko zahtevo po referendumu razpisala referendum, ki naj bi potekal 13. avgusta. S tem je preprečila kakršno koli trditev, da je bil referendum razpisan kot odziv na zahteve Stockholma. Referendumsko vprašanje se ni glasilo si ali nisi za »razpustitev Zveze«, ampak si ali nisi za »potrditev razpustitve, ki je že v teku«. Rezultat glasovanja je bil nedvoumen: 368.392 glasov za razpustitev in le 184 proti. Na prošnjo norveškega parlamenta sta se 31. avgusta v Karlstadu sestali delegaciji obeh držav. Pogajanja so bila občasno prekinjena. Ob meji se je začela zbirati švedska vojska, kar je spodbudilo norveško vlado, da je mobilizirala svojo vojsko in mornarico. Sporazum je bil kljub temu dosežen 23. septembra. Glavne točke sporazuma so bile, da se bodo vsi spori med državama v prihodnje reševali na stalnemu arbitražnemu sodišču v Haagu, da bosta obe državi ob meji vzpostavili nevtralno območje in da bo morala Norveška porušiti svoje utrdbe ob švedski meji.
Sporazum sta kmalu ratificirala oba parlamenta in 16. oktobra preklicala Akt o zvezi. Deset dni kasneje je kralj Oskar II. v svojem imenu in imenu svojih naslednikov umaknil svojo zahtevo po norveški kroni. Zavrnil je tudi prošnjo norveškega parlamenta, da bi dovolil bernadotskemu princu, da zasede norveški prestol. Parlament je prestol zatem ponudil princu Karlu Danskemu. Po še enem referendumu, ki je potrdil Norveško monarhijo, je princ ponudbo sprejel. Preselil se je na Norveško in 25. novembra 1905 zavladal kot kralj Haakon VII.

## Pogled nazaj na leti 1814 in 1905
Dogodki leta 1905 so končali težavno zvezo med Švedsko in Norveško, v katero sta vstopili leta 1814 – Norvežani nejevoljno in pod švedsko prisilo. Obe leti imata veliko skupnega, vendar tudi nekaj pomembnih razlik.
- Leta 1814 je bila norveška borba za neodvisnost projekt višjega družbenega razreda s skromno podporo preprostega prebivalstva. Dogodke leta 1905 so pognali v tek enotnost prebivalstva in njegovi izvoljeni predstavniki.
- Sklenitev zveze leta 1814 je bila rezultat švedske pobude, njena razpustitev leta 1905 pa rezultat norveške pobude.
- Krizo leta 1814 je povzročilo švedsko videnje Norveške kot zakonitega vojnega plena in nadomestila za izgubo Finske leta 1809, medtem ko je Norveška temeljila svoje zahteve po neodvisnosti na načelu suverenosti naroda. Kriza se je rešila z modrim in državniškim popuščanjem politikov obeh držav. Krizo leta 1905 je sprožilo naraščanje nacionalizma v poznem 19. stoletju, medtem ko so bile nasprotujoče si razlage Unije še vedno prisotne in so se v obeh državah še zaostrile.
- Leta 1814 je bila Norveška kljub temu, da je imela dokaj nove vladne institucije, najbolj industrializirana in komercializirana država v Skandinaviji. Leta 1905 je bila dobro razvita država z 91 let dolgim obdobjem lastnih vladnih institucij. Njene oborožene sile niso bile več zelo skromne v primerjavi s švedskimi.
- Velike sile so bile leta 1905 bolj naklonjene norveški neodvisnosti kot leta 1814.